# Веделаго
Веделаго, Веделаґо (італ. Vedelago, вен. Vedełago) — муніципалітет в Італії, у регіоні Венето, провінція Тревізо.
Веделаго розташоване на відстані близько 430 км на північ від Рима, 37 км на північний захід від Венеції, 19 км на захід від Тревізо.
Населення — 16 831 особа (2014).
Щорічний фестиваль відбувається 11 листопада. Покровитель — святий Мартин.

## Демографія
Населення за роками:

Станом на 1 січня 2023 року в муніципалітеті офіційно проживало 1528 іноземців з 51 країни, серед них 552 громадяни країн Євросоюзу та 32 громадяни України.

## Сусідні муніципалітети
- Альтіволе
- Кастельфранко-Венето
- Істрана
- Монтебеллуна
- Пйомбіно-Дезе
- Резана
- Рієзе-Піо-X
- Тревіньяно